# جيمس إي. ماكليلان
جيمس إي. ماكليلان (بالإنجليزية: James E. McClellan)‏ هو طبيب بيطري وسياسي أمريكي، ولد في 22 مارس 1926، وتوفي في 26 نوفمبر 2016. انتخب عضو مجلس النواب لولاية ماريلند.